# Jordi Rebellón López
Jordi Rebellón López (Barcelona, 15 de febrer de 1957 - Madrid, 8 de setembre del 2021) fou un actor de cinema, teatre i sèries de televisió català, especialment conegut pel seu paper de Rodolfo Vilches a la sèrie de Telecinco Hospital Central.

## Biografia
La seva formació com a actor es relaciona amb l'Escola d'Actors de Barcelona en la qual, a més d'interpretació, va rebre classes de cant, ball i veu. A causa d'això, va treballar no sols com a intèrpret sinó també darrere de les càmeres, ja fos com a guionista, ajudant de direcció o coordinador d'espectacles teatrals.
El paper més reconegut de la seva trajectòria va ser el de Dr. Rodolfo Vilches a la sèrie Hospital Central, que li va portar l'afecte i el reconeixement del públic. Més tard se'l va veure fent una col·laboració especial en la 2a temporada del serial diari Amar es para siempre interpretant al bioquímic Luis Ardanza, o en el paper de Francisco José Fuentes a Sin identidad. També va aparèixer en la 17a temporada de la sèrie "Cuéntame como pasó".
En 2016 es va confirmar que passaria a formar part de l'elenc de concursants de la cinquena edició de Tu cara me suena (Antena 3).
Com a curiositat, va participar en el videoclip de la cançó Big Mistake de Natalie Imbruglia el 1997.
Va morir el 8 de setembre de 2021, als 64 anys, a causa d'un ictus, sis mesos després del traspàs de la seva mare, Paquita, el 15 de març a l'Hospital Sant Rafael - Germanes Hospitalàries de Barcelona.

## Filmografia

### Televisió
| Any       | Títol                | Paper                  | Canal     |
| --------- | -------------------- | ---------------------- | --------- |
| 1994-1995 | Barrio Sésamo        | Alcalde                | TVE       |
| 1995      | Makinavaja           | Sargento Oroño         | TVE       |
| 1996      | Estacio d'enllaç     | Comisario Terol        | TV3       |
| 1997      | Sitges               | Enrique Guzman         | TV3       |
| 1998-1999 | Médico de familia    | Angel Valverde         | Telecinco |
| 1999      | Petra Delicado       | Enrique Tarazona       | Telecinco |
| 2000-2007 | Hospital Central     | Dr. Rodolfo Vilches    | Telecinco |
| 2008      | Fago                 | Mateo Ibarra           | TVE       |
| 2009-2012 | Hospital Central     | Dr. Rodolfo Vilches    | Telecinco |
| 2013-2014 | Amar es para siempre | Luis Ardanza           | Antena 3  |
| 2014-2015 | Sin identidad        | Francisco Jose Fuentes | Antena 3  |
| 2015      | Tu cara me suena 4   | Antonio Flores         | Antena 3  |
| 2015-2016 | Cuéntame cómo pasó   | Jose Ignacio           | TVE       |
| 2017      | El gran reto musical | Ell mateix             | TVE       |
| 2017      | Treufoc              | Antoni Niu             | IB3       |
| 2018      | Servir y proteger    | Adolfo Ocaña           | TVE       |

### Programes TV
- Tu cara me suena 4, com a convidat imitant Antonio Flores (2015)
- El gran reto musical, coma convidat (2017)

### Llargmetratges
- El complot dels anells, repartiment. Dir. Francesc Bellmunt (1988)
- La señora del Oriente Express, repartiment. Dir. Franco Lo Cascio (1989)
- La teranyina, repartiment. Dir. Antoni Verdaguer (1990)
- El llarg hivern, repartiment. Dir. Jaime Camino (1992)
- La fiebre del oro, repartiment. Dir. Gonzalo Herralde (1993)
- Mal de amores, com el noi del noticiari. Dir. Carlos Balagué (1993)
- Ni un pam de net, repartiment. Dir. Raimon Masllorens (1993)
- Adiós Tiburón, repartiment. Dir. Carlos Suárez (1996)
- GAL, com a Carlos Peinado. Dir. Miguel Courtois (2006)
- Enloquecidos, com a José María. Dir. Juan Luis Iborra (2008)

### Curtmetratges
- J.V., repartiment. Dir. Isabel Gardela (1993)
- Reflejos de una dama, repartiment. Dir. David Mataró (2001)
- Ausencias, com a Miguel. Dir. Nely Requera (2001)
- Roma no paga traidores, com el cardenal. Dir. Alejandro Ripoll Carrasco (2002)
- Beige, col·laboració especial. Dir. Triana Lorite (2012)

### Teatre
- Quan Spidoux s'adorm
- Don Joan Moliere
- L'hostal de la Gloria
- Mentiras, incienso y mirra (2008)
- Don Juan Tenorio (2010)
- Desclasificados (2013)
- El funeral (2018)

## Premis i nominacions
- Premi Zapping al millor actor per Hospital Central (2003)
- Nominació al Fotogramas de Plata al millor actor de televisió per Hospital Central (2006)
- Nominació al TP d'Or 2006 a la millor sèrie Hospital Central (2007)